# 蒙特貝洛 (紐約州)
蒙特貝洛（英語：Montebello）是位於美國紐約州羅克蘭縣的村。

## 人口
根據2020年美國人口普查的數據，蒙特貝洛的面積為11.22平方千米，當中陸地面積為11.19平方千米，而水域面積為0.02平方千米。當地共有人口4507人，而人口密度為每平方千米402人。